# South East Island
South East Island (Rangatira in het Moriori) is in grootte het derde eiland van de Chathameilanden met een oppervlakte van 219 ha. Het ligt ongeveer 800 km oostelijk van Nieuw-Zeeland en 55 km van de belangrijkste nederzetting op de Chathemeilanden. Het ligt zuidoostelijk van Pitt Island.

## Geschiedenis
Volgens mondelinge overlevering zouden de Moriori naar dit eiland varen om zeevogels te vangen. Hiervan ontbreekt archeologisch bewijs; er zijn geen sporen in de vorm van rots- of boombasttekeningen gevonden.
In de 19de eeuw trokken Europese boeren naar het eiland en brachten er schapen, geiten en runderen. Deze werden in de jaren 1960 verwijderd, waarna het eiland een natuurreservaat werd onder beheer van het Department of Conservation (DOC). De toegang tot het eiland wordt strikt geregeld door dit departement. 

## Flora and fauna
Het eiland Rangatira herbergt zeldzame en endemische soorten planten en dieren. Het is een laatste toevluchtsoord voor bedreigde soorten geleedpotigen zoals de wandelende tak Argosarchus horridus, de oeverspin Dolomedes schauinslandi en de keversoort Xylotoles costatus.

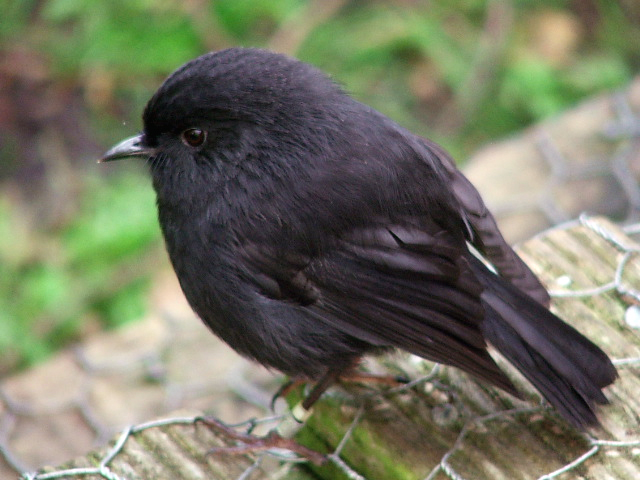
Chatham Island-vliegenvanger (Petroica traversi)
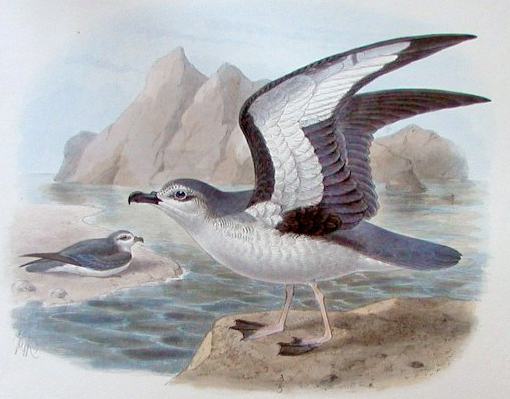
Chathamstormvogel (Pterodroma axillaris)

Exemplaren van Chatham Island-vliegenvanger werden eerst van Little Mangere naar Mangere Island  overgebracht (gereïntroduceerd) toen het leefgebied in het natuurreservaat daar geschikt voor was geworden. Pas toen na twee jaar de herintroductie daar gelukt was, werden ook vogels op South East Island geherintroduceerd. Hier verblijft nu de grootste populatie van deze bedreigde zangvogel. Het eiland is door BirdLife International aangewezen als een  Important Bird Area. Volgens tellingen gepubliceerd in 1994 zijn er grote kolonies van de breedbekprion (Pachyptila vittata) van meer dan 300 duizend paar en meer dan duizend paar van de chathamstormvogel (Pterodroma axillaris) en bijna een miljoen paar van het bont stormvogeltje (Pelagodroma marina). Het eiland was het laatste bolwerk van de chathamstromvogel, maar inmiddels zijn de omliggende eilanden zoals Pitt Island ook bevolkt.